# Membres de la Société royale du Canada, par ordre alphabétique N
| Nom                  | Année | Occupation |
| -------------------- | ----- | ---------- |
| Ira Nadel            | 1996  |            |
| Arnold Naimark       | 1987  |            |
| Anthony Naldrett     | 1980  |            |
| Saran Narang         | 1979  |            |
| Stanley Nattel       | 2005  |            |
| Jean-Jacques Nattiez | 1988  |            |
| David Naylor         | 2004  |            |
| Ward Neale           | 1965  |            |
| Blair Neatby         | 1977  |            |
| Henry Nelles         | 1985  |            |
| Mona Nemer           | 2001  |            |
| Gwynne Nettler       | 1983  |            |
| Shirley Neuman       | 1989  |            |
| William New          | 1986  |            |
| Jay Newman           | 1995  |            |
| Ralph Nicholls       | 1978  |            |
| John Nichols         | 1997  |            |
| Bernhard Nickel      | 1985  |            |
| Kai Nielsen          | 1988  |            |
| Peter Nikiforuk      | 1995  |            |
| Jorge Niosi          | 1994  |            |
| Jaan Noolandi        | 1996  |            |
| Luc Noppen           | 1994  |            |
| Geoffrey Norris      | 1983  |            |
| David Norton         | 1990  |            |
| Jerome Nriagu        | 1992  |            |
| Edward Nuffield      | 1962  |            |
| Derek Nurse          | 2001  |            |